# Jacques Mathieu Delpech

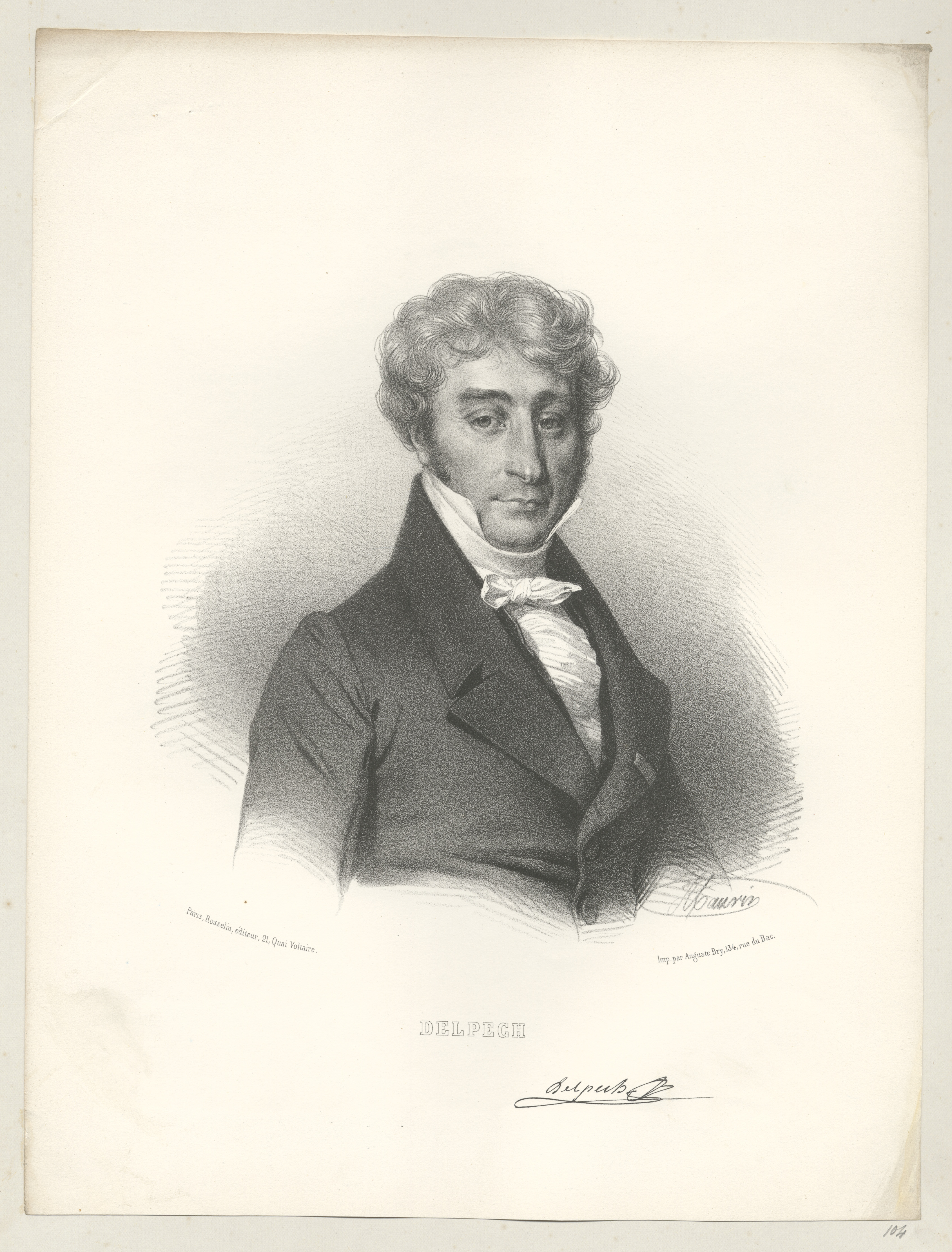
Jacques Mathieu Delpech

Jacques Mathieu Delpech (1777–1832) war ein französischer Mediziner, Chirurg und Orthopäde.
Delpech machte sich durch die Einrichtung einer Klinik für orthopädische Krankheiten an Saint-Eloi einen Namen. Zudem führte er das chirurgische Verfahren der Tenotomie zur Korrektur von Fehlbildungen der Extremitäten (erstmals 1816 als subkutane Tenotomie an der Achillessehne bei einem Klumpfuß) ein, welches zu den ersten chirurgischen Therapieansätzen der Skoliose zählte.